# Hästskotjärnen (Hällesjö socken, Jämtland)
Hästskotjärnen är en sjö i Bräcke kommun i Jämtland och ingår i Ljungans huvudavrinningsområde.